# Dagshøj
Dagshøj eller Dagshög er Skånes største gravhøj. Den 3000 år gamle gravhøj er 4,5 meter i højden og 42 meter i diameter. 
Ifølge sagnet er den skånske konge Dag begravet i gravhøjen. I vikingetiden lå Dag i strid med Hallænderne og Blekingerne, udsendt af kongen af Uppsala. Den skånske konge faldt og blev sammen med sine faldne kammerater begravet i Dagshøj, som blev opkaldt efter ham.
Dagshøjen ligger cirka 250 meter fra kysten i det sydvestlige hjørne af Bjärehalvön (Bjerrehalvøen). 
56°23′54″N 12°37′44.5″Ø / 56.39833°N 12.629028°Ø